# Obrium clavijoi
Obrium clavijoi es una especie de escarabajo longicornio del género Obrium, clasificada en la tribu Obriini, de la subfamilia Cerambycinae. Fue descrita por Joly en 2010.
La especie mide 4-6,2 mm de longitud y el período de actividad en adultos se presenta en marzo, abril, mayo, junio, octubre y noviembre. Se distribuye por Bolivia, Colombia, Guayana Francesa y Venezuela.